# 星野貞治
星野 貞治（ほしの さだはる、1978年11月20日 - ）は日本の福島県出身のファッションデザイナー、クリエイティブディレクター。フランスのパリを拠点としている。

## 経歴
文化服装学院アパレルデザイン科に在学中、神戸ファッションコンテストで特選に選ばれ、イギリス・ノッティンガムトレント大学に奨学生留学した。
2001年、大学在学中に若手デザイナーの登竜門「フランス・イエールモードフェスティバル」に日本人最年少入選を果たす。同年、「グラジュエート・ファッションウィーク」にて、デザイナー、アレキサンダー・マックイーンによる「アメリカン・エキスプレス・イノベーションアワード」を受賞し彼の元で働く。
翌2002年、フランスの「Institut Français de la Mode(フランスモード研究所)」のディレクターのスカウトを受け、クリエイション科に日本人として初入学を奨学生として許可され、2003年1月には修士号を得た。
2003年10月、パリコレクションウィーク中にゲリラプレゼンテーションを行い、2004年にブランド「es」を設立、2007年には「ES ORCHESTRES（エス・オーケストル）」とブランド名を変更した。パリコレクションの正式カレンダーに参加している。
2007年にスペインのマンゴが主催する第1回マンゴ・ファッション・アワードのファイナリスト10組の1つに選ばれた。
2008年にパリで行われた第35回神戸ファッションコンテスト2008の第一次審査では審査員を務めた。
2009年、自身のブランド活動を終え、フリーで活動後、デザイン・コンサルティング会社「Dessigns」を立ち上げる。
2011年、パリのホテル「マンダリンオリエンタル」内レストランSUR MUSURE及びバーBAR 8のユニフォームデザイン、
新潟三条市の爪切りメーカー「SUWADA」のOPEN FACTORYのロゴデザイン、ユニフォームデザインを手がける。
またモロッコのデザインホテルのユニフォーム、フレンチブランドの新ライン立ち上げ、その他ヨーロッパ、アジアの様々なブランド企画に参加。ファッションデザインに留まらず、プロダクトデザインからパッケージ、グラフィックに至るトータルブランディングを手がける。